# 映像のコンバート
映像のコンバート（えいぞうのコンバート）とは、映像機器や映像メディアにおいて映像信号を伝送・表示する送出先の規格に応じた形式に変換すること。画面サイズの変換と解像度の変換があり各種変換の組み合わせで実現される。

## 概要
映像画面サイズの規格は基本的に映画の規格を元に規定されている。4:3の画面サイズは古い時代の映画サイズに合わせたもので、一方16:9の画面サイズは、ハイビジョン放送を研究する際に、人間工学の観点からどの画面サイズがもっとも臨場感を持つかから導き出したサイズが、映画のビスタサイズに近かったことから、テレビのハイビジョン用画面サイズが16:9に決定された。従って、映像信号の伝送規格もそれらに準じて規定されている。従来解像度の映像信号は、640×480 (720×480) サイズ（D1相当。コンポジット映像信号、S信号も同様。）が基準であるし、ハイビジョン解像度の映像信号は、1920×1080サイズ（D3相当）の伝送を前提に規定されている。
アナログ放送の伝送波にも全てD1相当の映像規格で映像信号を載せている。デジタル放送の伝送波には、放送情報の全てがMPEG2-TSのデジタル信号として載せられているが、ハイビジョン番組 (HDTV) はD3相当以上の映像情報として、従来映像規格の番組 (SDTV) は、D1相当を基準にD1・D2の映像情報として記録されている。さらに、アナログ放送とのサイマル放送の関係で、放送番組を放送波に映像信号として載せる前の段階では色々な映像変換（コンバート）が行なわれている。また、ビデオやDVDなどの映像技術も基本的にはテレビ放送技術との強い関連性のもとで規定されている。従って、それぞれの映像機器間を繋ぐ端子やケーブルの規格もそれらに準じており、技術の発展に応じて誕生した幾つかの規格が混在している。そのため、それらの機器の内部でも複数の映像信号の出力に対応する必用が生じ、テレビ放送や映像メディアへの記録の場合のみではなく、異なる解像度や映像の画面サイズの違いに対応する為に家庭で用いる家電映像機器でも色々なコンバート処理が必用になる。これらの処理を行なう機能や回路をコンバーターと呼び、リアルタイムでの処理で行なわれている。
画面サイズの変換、解像度（画素数）の変換があるが、単体で行なう場合とそれらを複合的に行なう場合がある。
テレビ放送ではフレームレートの変換も行われる。

## サイズのコンバート

### サイドパネル（ピラーボックス方式）
4:3映像をセンターに配置して両ソデに余白（一般的には黒余白）を追加して16:9の画面比にする。4:3映像信号を16:9ワイド画面に映す場合に行なわれる。

### 上下カット
4:3映像を、16:9サイズに合わせる形で、上下両端を同じサイズにカットする方法。

### サイドカット
16:9映像を、4:3サイズに合わせる形で、左右両端を同じサイズにカットする方法。地上波放送で一般的によく見られていた。2010年7月頃からはアナログ放送終了に向け、16:9映像のまま放送され、上下の黒帯部分に告知文を流すようになったため、この方法はとられなくなった。
制作側では依然としてサイドカットを意識した画面構図にしている場合も多い。例えば二人の人物が画面の左右から向き合うシーンでは、人物をある程度中央に寄せてサイドカットとされても画面が無人にならないようにするなど。時刻表示や緊急速報のテロップなども画面左右いっぱいではなく、サイドカットされても内容が読める中央寄りに表示するのが普通である。2010年7月頃からアナログ放送が全番組レターボックスになった際に、テロップが中央寄りのままの番組なども存在したため、アナログ放送では小さく表示されてしまう場合などもあった。

### パンスキャン
正確には「パン＆スキャン」と呼ぶ。サイドカットと同列に用いられる事が多いが、本来は単純なサイドカットとは別に、標準表示状態がサイドカットと同じで、その表示範囲を変えられるものをパンスキャンと呼ぶが、単純なサイドカットのみの機能の機種が圧倒的に多い為に次第に同列に扱われる傾向が強まった。

### レターボックス
16:9の映像を4:3映像の横幅を基準に上下に余白部（一般的には黒）を追加する方法。この方法は、HD画面サイズの欠落がないため映画の変換でよく使用される。16:9映像を全て再現できる一方、映像部分が小さくなるという欠点もある。
※「LB」と記述する場合もある。

### 14:9 (13:9) 中間サイズカット（セミレターボックス）
サイドカットとレターボックスの両方を行って変換する方法。4:3画面ではレターボックスより映像が表示される部分が増え、16:9画面では被写体やテロップが中央に寄り過ぎず多少の余裕ができるため互いの視聴者に与える違和感が少なくて済む。
代表例としてはNHKのサイマル放送でのアナログ地上波やアナログBS、国際放送NHKワールド向け放送（大河ドラマなどのドラマ番組や紀行番組のほぼ全て、マラソン・駅伝中継。バラエティーではびっくり法律旅行社、迷宮美術館（アナログBS2は16:9レターボックス放送）など）があった。ほとんどの番組が16:9レターボックス化または既に番組自体が終了してる中、2010年7月以降も大河ドラマだけは2010年12月まで14:9サイズで放送していた。なお、2011年に入ってもアナログBS2→アナログBSプレミアムではごく一部の番組（NHK特集・シルクロードなど）で14:9サイズの放送が見られたが、2011年7月24日のアナログテレビ放送終了で事実上消滅。現在はNHKワールドTV（PAL方式のSD放送）でごく一部の番組で見られる程度である。
また、民放ではテレビ朝日・毎日放送製作のアニメ・ドラマでのアナログ地上波向け放送（土曜ワイド劇場・『ドラえもん』やMBS日曜5時枠作品など）やTBSの『THE世界遺産』などで実施されている。かつてはよみうりテレビ制作のアニメでも実施されていた（『名探偵コナン』やリメイク版『ヤッターマン』など）が、2010年4月から同局では通常のレターボックスに移行している。
フジテレビの番組は主に13:9でカットされる。ドラマで主に使用されてきたが、近年ではバラエティ番組などでも使用している。また、同局のCS放送『フジテレビワンツーネクスト』では2010年以降「超解像リマスター版」と題し、過去のドラマ作品を中心に4:3素材を14:9に変換・リマスタリングした物を積極的に放送している。
この変換方法は上記の局以外では採用例が少なく、4:3サイドカットや16:9レターボックスの方が多く採用されている。なお、アナログテレビ放送で14:9 (13:9) 中間サイズカットでの放送は2010年末時点でほぼ姿を消した（2011年7月24日のアナログテレビ放送終了が控えていることと2010年7月5日早朝以降全番組が16:9レターボックス放送となるため）。なお、2010年度改編で始まる新番組の多くはNHK・民放ともレターボックス16:9が主となっている。
※14:9中間サイズのことを「14:9 LB」と記述する場合がある。

### スクイーズ
16:9映像の画面を左右に圧縮して、4:3サイズに合わせる方法。映像画面の比率が変わるので、表示処理で後述するアナモフィックを併用することを前提に行なわれる。
※スクイーズ (squeeze) は「搾る」という意味。「SQ」と記述する場合もある。

### アナモルフィック
4:3映像の画面を左右に引き伸ばして、16:9サイズに合わせる方法。映像画面の比率が変わるので、記録処理で前述のスクイーズ処理をした映像を元に戻すことを前提に行なわれる。
16:9の画面をもつテレビジョン受像機の工場出荷時の設定になっていることが多いためか、4:3のSD映像を16:9に左右に引き伸ばした状態で視聴している人が意外に多い（そのような人の多数は歪んだ映像を見ていることを指摘されても関心を示さない）。HD製作が一般化される前のかつての報道番組などの背景に並んだワイド画面の受像機に映っている映像もそのようであった。なお、「アナモフィック」は一種の圧縮・伸張技術であり、元の正しいアスペクト比の映像でなくこの様に歪んだ映像その物を見ることは厳密にはアナモフィックとは呼ばない。

## アップコンバート
従来解像度の映像信号を高精細解像度の映像信号に変換すること（アップスケーリング）を言うが、映像規格の違いは解像度だけではなく画面サイズも異なる為、サイズのコンバートと複合的に行なわれる場合が多い。これらの処理を行なう機能や回路を、アップコンバータと呼ぶ。

### ピラーボックス（サイドパネル方式）
4:3映像 (SD) をサイドパネル処理をして16:9HD映像へ変換を行なう。

### 上下カット
4:3映像 (SD) を上下カット処理をして16:9HD映像へ変換を行なう。以前はあまり行われなかった変換方法であったが、4:3映像を16:9映像でも違和感を小さくして表示できる事から、最近は多く行われるようになってきた（ワイド型テレビの一部にはこの機能を備えたものもある）。
2011年10月～11月にフジテレビで再放映された『チャンネルα 警部補・古畑任三郎』シリーズを皮切りに、同局で再放送されるSD制作のテレビドラマは、それらの素材に4:3映像の上下をカットして14:9として16:9の画面に納めることにより、ピラーボックスは依然として残るものの4:3映像のままの時より左右の黒い帯の幅が狭くなっている。バラエティ番組（ノンフィクション）は、テロップの関係上、これまで通り4:3映像を全体に映し出したものが使われている。

### アナモルフィック
4:3映像をアナモルフィック処理して16:9HD映像に変換する。スクイーズ処理された4:3映像を表示することを前提で行なわれる処理。

### 画素変換
従来の映像が約34万画素であるのに対し、HD映像は約210万画素である。画素数の違いから、そのままハイビジョンテレビで表示すると少ない画素を約210万画素に引き伸ばす事になるため、映像のボケや色にじみなどが発生する。そこで電機メーカー各社は独自の画素変換技術を開発し、製品に搭載させている。
アップコンバート技術はブラウン管テレビの時代にも存在し、標準画質のアナログ放送を高密度に補完する技術が一部の製品に搭載されていた。同時期、国内のその他メーカーにおいてはアップコンバートはおろか、画像処理技術自体があまり重要視されなかったため、海外メーカーや、海外の開発部門に大きく後れを取る結果になってしまった。
薄型テレビの普及率上昇と共にアップコンバートの重要性が認識されるようになった（アップコンバート処理をしないハイビジョン液晶/プラズマテレビは標準画質の映像入力の再現性が弱く、ブラウン管より画質が劣るという評価の一因になっていた）。DVDプレーヤー/レコーダーにもアップコンバート機能を搭載するものが増え、特にデジタルハイビジョン放送に対応するDVD/BDレコーダーでは当たり前になっている。
日本のデジタルハイビジョン放送ではSD (480i) →1080i（主に1440×1080i）のアップコンバートが行われるが、薄型テレビ・DVD/BDレコーダー・プレーヤー等では1080i以下の全ての映像信号を1080p (1920×1080p) に補完できるものも増えている。（厳密には画素変換だけでなくI/P変換（インターレースからプログレッシブへの補完）も同時に行われている。）
大画面高画質TVなど商業製品の宣伝では、VHSビデオやDVD-Videoなどの標準画質の映像であっても、標準画質以上の画質で楽しめると謳われることがあるが、元となる映像ソースの情報量がハイビジョンのおおよそ1/4ほどであるため、最初から存在しない情報を演算などによって後から作り出せることはありえず、擬似補完的なものであって、感覚的な精細度の向上を目指したものとなる。例えば、映像中のオブジェクトの輪郭を検出してエッジを強調する（周波数特性で言えば高域を強調する）ことによりシャープさを感じさせるなどである。それでも、半導体による画像処理専用ICが開発され、ブラウン管テレビから液晶ディスプレイを用いた薄型テレビが一般的になり、そのようなICが量産されるようになると価格低下と性能向上が進み、ブラウン管テレビの時代に比べてアップコンバートの精度が大きく向上している。
過去に標準画質で収録した映像ソースをBlu-ray Discで発売する際にも、アップコンバート技術は重要視されており、特に貴重な映像に関しては映像制作スタジオにて入念に手が加えられ発売される例が多い。特に映画や著名なアーティストのライブ映像に関しては顕著である。しかし、映像品質向上の努力にもかかわらず、本質的な情報量は全く変わらないため、ハイビジョン機材を用いて収録された映像と比較すれば見劣りしてしまっている。(理論的な考察としては情報理論, エントロピーが参考になる)
また、地上デジタルテレビ放送や高精細度テレビジョン放送、BDビデオといった高い解像度の動画を再生するのと同様に、YouTubeのようなインターネット経由の比較的低い解像度の動画までリビングルームの大画面TVで鑑賞する要求に対応して、いっそう高い解像度向上／補完精度を持った製品が登場するようになっている。このような高性能半導体を採用した電気製品では、擬似的に画面解像度を向上させることが可能になり、従来のアップコンバートと区別する意味で2008年頃から宣伝文句として「超解像技術」と呼ぶようになっている。

## ダウンコンバート
高精細解像度の映像信号を従来解像度の映像信号に変換すること（ダウンスケーリング）を言うが、映像規格の違いは解像度だけではなく画面サイズも異なる為、サイズのコンバートと合わせて複合的に行なわれる場合が多い。これらの処理を行なう機能や回路をダウンコンバータと呼ぶ。

### サイドカット
16:9HD映像のサイドカットを行い4:3SD映像に変換する。サイマル放送でHD製作映像をSD用にする場合に現在最もよく使われている方法。HDとSDの両方で成立するように制作すると、被写体やテロップが画面中央に寄り、本来のHDの画角を活かせないという欠点がある。

### パンスキャン
一見した表示状態はサイドカットと同様。但し、表示範囲を変更・移動できるようにしたもの。

### レターボックス
16:9HD映像をレターボックス処理して4:3SD映像に変換する。この方法は、HD画面サイズの欠落がないため映画の変換でよく使用される。16:9映像を全て再現できる一方、映像部分が小さくなるという欠点もある。

### 14:9 (13:9) 中間サイズカット（セミレターボックス）
16:9HD映像を中間サイズカット処理して4:3SD映像に変換する。HD制作のドラマ番組などで多用される。

### スクイーズ
16:9HD映像をスクイーズ処理して4:3SD映像に変換する。HD製作映像をSD用にする場合に使われている方法。レターボックス表示やアナモフィック処理をして元の比率で表示する事を前提に行われる。
16:9映像ソースをDVDに記録する場合にも多用されている（【16:9 LB】の表示があるものはこの方法で記録されたもの）。
また、デジタル放送内でHD製作映像をSD用にする場合にも使われているが、サイマル放送でのアナログ放送でこれを用いると、アナログテレビ受像機はスクイーズ放送には対応しておらず（薄型テレビなど最新式の受像機の場合、対応している製品もある）、スクイーズ映像なのかを自動で判断できないため縦長の4:3映像でしか表示することができない。その為アナログ放送でスクイーズ放送は実施されていない。